# ام‌سی‌ای رکوردز
ام‌سی‌ای رکوردز (انگلیسی: MCA Records) شرکت انتشارات موسیقی آمریکایی بود، که در سال ۱۹۳۴ توسط شرکت یونیورسال پیکچرز تأسیس شد و در سال ۲۰۰۳ در پی ادغام با شرکت گفن رکوردز منحل گردید.